# Buchenwald am Letgenbruch
Das Naturschutzgebiet Buchenwald am Letgenbruch liegt im Gebiet der Stadt Monschau östlich von Rohren.

## Beschreibung
Der Buchenwald besteht aus einer kleinen Buchenwaldparzelle. Auffällig ist die hohe Wilddichte, die verhindert, dass sich Kraut- und Strauchschicht entwickeln können. Die Krautschicht ist typisch für bodensaure Buchenwälder mit Weißer Hainsimse und Frauenhaarmoos.

## Schutzzweck
Das Entwicklungsziel ist hier die Erhaltung und Optimierung des Gebietes, eines in Nordrhein-Westfalen gefährdeten und im Naturraum seltenen Biotoptyps, die Erhaltung und Optimierung eines naturnahen Buchenaltholzbestandes als Relikt der potentiellen natürlichen Waldgesellschaft und des Biotopverbundes, auch Trittsteinbiotop genannt.